# Операция „Сан Дженаро“
„Операция „Сан Дженаро““ (на италиански: Operazione San Gennaro) е италианска комедия от 1966 година на режисьора Дино Ризи с участието на Нино Манфреди и Тото.

## Сюжет
Джак и Маги - двама американци, са замислили много дързък обир: съкровището на Сан Дженаро - един от най-почитаните в Неапол светци. Съкровището от скъпоценни камъни и накити, оценявано на 30 милиарда лири, се пази в подземието на храма. Но какво могат да направят чужденци в Италия, без подкрепата на местните авторитети, освен да се снимат на фона на паметници? Американците се нуждаят от помощта на местен апаш, който обаче се оказва набожен. Ще успеят ли да го придумат и какви други препятствия ще се изпречат на пътя им...

## В ролите
| Изпълнител    | Роля         |
| ------------- | ------------ |
| Нино Манфреди | Дуду         |
| Сента Бергер  | Меги         |
| Марио Адорф   | Шашило       |
| Тото          | Дон Винченцо |
| Клодин Оже    | Кончетина    |
| Хари Гуардино | Джек         |